# فاندال هارتس
فاندال هارتس (Vandal Hearts) هي سلسلة ألعاب فيديو مطورة من طرف كونامي. صدر الجزء الأول منها في اليابان في سنة 1996. سلسلة فاندال هارتس هي ألعاب إستراتيجية تعتمد على الأدوار. تتألف السلسلة من ثلاث ألعاب:
- فاندال هارتس، صدرت في سنة 1996 لجهاز بلاي ستيشن 1، 1997 لسيجا ساترن (اليابان فقط)، 1998 لنظام مايكروسوفت ويندوز (كوريا الجنوبية فقط)
- فاندال هارتس 2، صدرت في سنة 1999 لجهاز بلاي ستيشن 1
- فاندال هارتس: فليمز أوف ججمنت، صدرت في سنة 2010 لجهازي بلاي ستيشن 3 (من خلال بلاي ستيشن نتوورك) وإكس بوكس 360 (من خلال إكس بوكس لايف آركيد)